# Часовня Иакова Боровичского
Часовня Иакова Боровичского — часовня, построенная в 1826 году в городе Валдай (ныне Новгородская область). Располагается по адресу Комсомольский проспект, 4. Памятник архитектуры, объект культурного наследия России федерального значения.

## История
Часовня, расположенная напротив церкви Святой Екатерины, была построена за один год в память императора Александра I, гроб с телом которого при следовании траурной процессии из Таганрога в Санкт-Петербург одну ночь находился в храме Святой Екатерины. 
Представляет собой миниатюрную кубическую постройку в формах классицизма; это четверик небольшого размера с куполом и четырёхколонными портиками с востока и запада.
Часовня освящена в честь святого праведного Иакова Боровичского, чьи мощи хранятся в Валдайском Иверском монастыре, приписана к этому монастырю и использовалась как придорожная. Любой путник, проезжавший по Новгородскому тракту, мог совершить церковные обряды, не заворачивая в монастырь, расположенный в 9 верстах от города.
В 1960 году постановлением Совета Министров СССР № 1327 была взята под государственную охрану. В 1999 году часовня возвращена верующим. В 2009 году произведен её капитальный ремонт. В 2021 году была произведена реновация часовни, в ходе которой её покрасили в красный цвет.

## Галерея
| - В 1900 году - В 2010 году - В 2013 году - В 2018 году - В 2024 году |